# Holden VT
De Holden VT was een serie van het Australische automerk Holden. De VT-serie was de derde compleet nieuwe Commodore-serie na de eerste, VB, Commodore in 1978 en de VN-Commodore in 1988. De VT-Commodore was gebaseerd op het platform van de Opel Omega uit 1995. De Holden Ute, Holden Statesman en Holden Caprice verschenen niet in de VT-serie. Deze modellen bleven in de voorgaande VS-serie.

## Geschiedenis
Het GM2800-platform van de Opel Omega werd flink aangepast aan de Australische noden. Het werd steviger, langer en breder gemaakt. In de VT-serie werd Holdens onafhankelijke achterwielophangingssysteem IRS en de bestuurdersairbag standaard voor alle modellen. Optioneel was een tractiecontrolesysteem, het eerste dergelijke systeem in een Australische auto. In 1998 werden ook zijairbags beschikbaar. Ook dit was uniek voor een Australische auto. Met de introductie van de VT Series II werd ook Holdens oude 5 liter V8 vervangen door een 5,7 literversie van Chevrolet. De Series II-Holden Calais was optioneel ook met een turbogeladen V6 te bestellen.
Deze volledig nieuwe VT-serie, waarin 600 miljoen Australische dollar was geïnvesteerd, zette een verkoopsrecord neer. Het is de best verkochte Commodore-serie uit de geschiedenis van het merk. De VT-serie herintroduceerde ook het Monaro-model. Datzelfde model werd ook in de Verenigde Staten verkocht als Pontiac GTO en in het Verenigd Koninkrijk als Vauxhall Monaro.

## Modellen
- Aug 1997: Holden Commodore Executive Sedan
- Aug 1997: Holden Commodore Acclaim Sedan
- Aug 1997: Holden Commodore 50th Anniversary Sedan
- Aug 1997: Holden Commodore S Sedan
- Aug 1997: Holden Commodore SS Sedan
- Aug 1997: Holden Berlina Sedan
- Aug 1997: Holden Calais Sedan
- Aug 1997: Holden Calais 50th Anniversary Sedan
- Aug 1997: Holden Commodore Executive Wagon
- Aug 1997: Holden Commodore Acclaim Wagon
- Aug 1997: Holden Commodore 50th Anniversary Wagon
- Aug 1997: Holden Berlina Wagon
- Mrt 1999: Holden Commodore Equipe Sedan
- Mrt 1999: Holden Commodore Equipe Wagon
- Jun 1999: Holden Commodore ~ Series II